# David Bernabeu Armengol
David Bernabeu Armengol (la Pobla Llarga, 9 de gener de 1975) és un ciclista valencià, professional des del 1999 fins al 2011.
Bernabeu va debutar com a professional en diferents equips portuguesos on va obtenir bons resultats com dos victòries al Trofeu Joaquim Agostinho, la Volta a Portugal o una etapa de la París-Niça. El 2005 fitxa pel Comunidad Valenciana.
El 2006 es va veure implicat en l'Operació Port, sent identificat per la Guàrdia Civil com a client de la xarxa de dopatge liderada per Eufemiano Fuentes amb el nom en clau Bernabéu. García Quesada no fou sancionat per la Justícia espanyola en no ser el dopatge un delicte a Espanya en aquell moment, i tampoc va rebre cap sanció en negar-se el jutge instructor del cas a facilitar als organismes esportius internacionals (AMA, UCI) les proves que demostrarien la seva implicació com a client de la xarxa de dopatge.
El 2007 fitxa pel Fuerteventura-Canarias i el 2008 va al Barbot-Siper. Va acabar la seva carrera professional a l'Andalucía-Caja Granada el 2011.

## Palmarès
- 1998
  - 1r a la Volta a Toledo
- 2002
  - 1r al Trofeu Joaquim Agostinho i vencedor d'una etapa
  - 1r al Tour de Finisterre
- 2003
  - Vencedor d'una etapa a la París-Niça
- 2004
  - 1r a la Volta a Portugal
  - 1r al Trofeu Joaquim Agostinho
- 2006
  - 1r a la Challenge de Mallorca i vencedor del Trofeu Pollença
- 2006
  - Vencedor d'una etapa a la Volta a Portugal

### Resultats a la Volta a Espanya
- 2005. 49è de la classificació general.
- 2011. 90è de la classificació general.